# Méguibra
Méguibra é uma vila na comuna de Hamraia, no distrito de Reguiba, província de El Oued, Argélia. A vila está localizada ao norte da rodovia nacional N43 a leste de sua junção com a rodovia N3, e apesar de ser na comuna de Hamraia, está na realidade muito mais perto da cidade de Still.